# Nouria Yamina Zerhouni
Nouria Yamina Zerhouni é uma política argelina que desempenhou funções como governadora da província de Boumerdès a partir de 2015.

## Carreira
Zerhouni foi nomeada Ministra do Turismo pelo presidente Abdelaziz Bouteflika em setembro de 2013. Em julho de 2015, Zerhouni tornou-se governadora de Bourmerdès.